# Мариола Петровић
Мариола Петровић (Неготин, 1922 — Неготин, 1944), ученица, члан СКОЈ−а, револуционар и учесник Народноослободилачке борбе.

## Биографија
Мариола Петровић рођена је у Неготину 1924. године у сиромашној занатлијској породици. Основну школу и нижу гимназију завршила је у родном Неготину, где су је родитељи 1939. уписали у Учитељску школу.
Иако нежног здравља због болести плућа активно се у првим школским данима укључује у скојевску организацију како у Учитељској, тако и у другим средњим школама у Неготину. Ради много и на личном идеолошком уздизању, као и приликом контактирања неопредељених омладинаца на које утиче да се прикључе Народноослободичачком покрету. Због неопрезности, али и због учешћа на погребу једног члана СКОЈ−а искључена је из школе, али је брзо у њу и враћена уз оправдање виших школских власти да је то чинила из верских побуда.

## Политичка каријера
Марта 1942. формиран је у Учитељској школи у Неготину актив СКОЈ−а за чијег је члана именована и Мариола.
Специјална полиција из Ниша долази у Неготин 18. априла 1943. и хапси већи број скојеваца и позадинских радника, међу којима је и Мариола Петровић. Болесну је подижу из кревета и воде за Ниш где су је тукли и саслушавали, али се храбро држала.
Након извесног времена Немци и Специјална полиција стрељали су на Бубњу Србу Јовановића, Милета Настића Оџу и Светолика Поповића због учествовања у раду скојевске организације и проучавања комунистичке литературе, а Живку Радосављевић (мајку Миомира и Стојанке Радосављевић) као таоца, док су Мариолу Петровић, заједно са Вером Косић, Момчилом Станковићем, Јеленом Трајковић, Миланком Мишић, Јованом Михајловићем, Томом Сандуловићем и Горданом Јаковљевић послали у Специјалан завод за принудно преваспитавање младежи у Смедеревску Паланку.

## Смрт
У заводу у тешким условима логора здравствено стање јој се нагло погоршава. Након девет месеци спроводе је у Неготин у болницу из које је пуштена на кућну негу где и умире 30. априла 1944.
По Мариоли Петровић названа је и једна неготинска улица.
Њено име се налази и на спомен плочи на улазу у некадашњу Учитељску школу у Неготину заједно са именима још 22 ученика и професора погинулих од 1941. до 1945.